# سان جيرمان دو كوربيس (أورن)
سان جيرمان دو كوربيس هي بلدية في أورن في شمال غرب فرنسا.